# Paramacellodidae
De Paramacellodidae zijn een familie van uitgestorven hagedissen die ongeveer 170 miljoen jaar geleden voor het eerst verschenen in het Midden-Jura en uitstierven aan het einde van het Krijt rond 66 miljoen jaar geleden. Het was een van de vroegste groepen hagedissen die een evolutionaire spreiding hebben ondergaan, met leden gevonden over het supercontinent Laurasia. De fylogenetische verwantschappen en aantallen samenstellende soorten van de Paramacellodidae zijn onzeker. Veel studies beschouwen ze als Scincomorpha, een grote groep die skinken en hun naaste uitgestorven verwanten omvat, en mogelijk ook als Cordyoidea, een groep die stekelige hagedissen en verwanten omvat. Net als moderne skinken hadden paramacellodiden rechthoekige benige platen, osteodermen genaamd, die het grootste deel van hun lichaam bedekten, inclusief hun rug, onderkant en staart. Ze hadden ook korte en robuuste ledematen. Paramacellodiden onderscheiden zich van andere hagedissen door de combinatie van twee eigenschappen in hun gebit: de tanden zijn labiolinguaal (overdwars) verbreed aan hun basis en de tandpunten zijn linguaal (aan de binnenzijde) concaaf.
De familie werd in 1983 benoemd en omvatte de twee bekende geslachten Paramacellodus en Becklesius uit het Laat-Jura en het Vroeg-Krijt van Europa. Het derde geslacht Sharovisaurus werd in 1984 benoemd uit het Laat-Jura van Kazachstan en een vierde Mimobecklesisaurus in 1985 uit het Laat-Jura van China. Overblijfselen van Paramacellodus werden later beschreven vanuit de Morrison-formatie in Utah. Mogelijke paramacellodide overblijfselen zijn ook gevonden in afzettingen uit het Laat-Krijt van Mongolië, evenals de Tendaguru-formatie uit het Laat-Jura van Tanzania, wat erop zou wijzen dat de familie ook aanwezig was in Gondwana. In 2020 werd dit bevestigd met de ontdekking van de eerste paramacellodide uit Brazilië, Neokotus sanfranciscanus, uit het Sanfranciscana-bekken uit het Vroeg-Krijt. Drie andere vroege scincomorfen (Pseudosaurillus, Saurillodon en Saurillus) zijn ook vaak aangeduid als Paramacellodidae, hoewel sommige recente fylogenetische studies vinden dat ze niet-paramacellodide scincomorfen zijn. Gezamenlijk kunnen paramacellodiden en taxa die voorheen naar Paramacellodidae werden verwezen, een parafyletische graad van basale scincomorfen vertegenwoordigen die nauw verwant zijn aan Scincoidea. In 2002 werd het nieuw benoemde geslacht Atokasaurus van de Antlersformatie uit het Vroeg-Krijt van Oklahoma beschreven als een paramacellodide-graad scincomorf om deze fylogenetische dubbelzinnigheid weer te geven. In het Laat-Krijt zijn paramacellodiden alleen bekend van de Europese Archipel.